# Fondation Pierre Fabre
La fondation Pierre Fabre a été créée par Pierre Fabre, fondateur des Laboratoires Pierre Fabre. Elle est reconnue d’utilité publique par décret du 6 avril 1999.
Elle a pour objet de permettre aux populations des pays les moins avancés et émergents et aux populations victimes de crises politiques, économiques ou naturelles, d’accéder aux soins essentiels et aux médicaments d’usage courant définis par l'OMS. La Fondation Pierre Fabre intervient dans quatre domaines : la formation des pharmaciens, la lutte contre la drépanocytose, l’accès aux soins de qualité, et la dermatologie en milieu tropical. Elle a créé en 2016 un observatoire de la e-santé dans les pays du Sud.

## Historique
Sans descendance, Pierre Fabre donne à la fondation une partie de ses titres du groupe Pierre Fabre de son vivant et le solde par legs testamentaire. La fondation Pierre Fabre est ainsi une fondation actionnaire qui détient la majorité du capital du groupe. En tant qu'actionnaire principale du groupe, elle perçoit chaque année des revenus du groupe Pierre Fabre, principalement sous forme de dividendes.
La fondation est présidée par Pierre-Yves Revol depuis 2013.
En 2014, la Fondation Pierre Fabre s'installe au domaine d'En Doyse à Lavaur, propriété personnelle et legs de Pierre Fabre.